# Berta Zerón
Berta Zerón de García, née à Pachuca le 23 juin 1924 et morte en décembre 2000 était une aviatrice mexicaine,,.

## Jeunesse
À 11 ans, elle voyage avec son père à Honolulu, elle apprend l'anglais et continue sa scolarité. Deux ans plus tard, lors de son retour au Mexique, elle découvre l'avion d'Amelia Earhart.

## Études
Après son diplôme de secrétaire, elle travaille dès 1939 au bureau de change de l'aéroport de Mexico. Le 24 octobre 1964 elle intègre l'école nationale d'aviation et 25 jours plus tard, le 17 novembre, elle fait son premier vol seule et obtient sa licence de pilote privé le 7 mars 1965.

## Aviation mexicaine
Elle rejoint le milieu en devenant secrétaire au Servicio Aéreo Panini. Elle obtient sa licence de pilote commercial, devient instructrice et pratique le parachutisme. En 1969, elle participe seule à la Powder Puff Derby, volant de San Diego à Washington.
En 1971, en compagnie de Noemí Mondragón, elle participe au Angel Derby. Elle reçoit une formation quant aux avion à réaction et devient la première pilote mexicaine à obtenir une licence de pilote publique limitée (en espagnol : licencia de Transporte Público Ilimitado (TPI)). Elle devient aussi la première mexicaine dans un équipage de conduite sur avion à réaction.
Elle pilote un North American Sabreliner 40 en tant que commandante de bord et devient la première du Mexique.
Le 23 avril 1972, elle est première à la course Jorge Vilarrea qui compte 35 avions participants dont trois avec des équipages féminins
En 1996, elle prend sa retraite avec plus de 10 000 heures de vol, recevant deux décorations Emilio Carranza : une pour ses 10 000 heures de vol et l'autre pour ses mérites spéciaux,,,.